# Allocormodes maculipennis
Allocormodes maculipennis är en insektsart som först beskrevs av E. L. Taschenberg 1879.  Allocormodes maculipennis ingår i släktet Allocormodes och familjen fjärilsländor. Inga underarter finns listade i Catalogue of Life.